# Bjärsjölagård
Bjärsjölagård est une localité suédoise située dans la commune de Sjöbo en Scanie.
Sa population était de 372 habitants en 2019.